# عبد الله بخيت
عبد الله بن بخيت (1952م) روائي وناقد أدبي وكاتب اجتماعي وسيناريست سعودي. يكتب مقالاً أسبوعياً في صحيفة عكاظ السعودية، وكان قبل ذلك يكتب في جريدة الرياض السعودية تحت عامود يسمى يارا. ابن بخيت صاحب رواية (شارع العطايف)، ومؤلف مسلسل هوامير الصحراء. نشأ عبد الله بن بخيت نشأة عادية في وسط الرياض ثم عمل كاتباً صحفياً امتدت خبرته بالكتابة الصحفية أكثر من 20 سنة.

## التعليم
حصل على درجة البكالوريوس في اللغة العربية من جامعة الملك سعود عام 1978م.

## العمل
- عمل صحافياً في مجلة اليمامة.
- عمل محرّراً  في القسم الأدبي في جريدة الرياض.[3]
- شغل منصب مدير العلاقات العامة في النادي الأدبي في الرياض.
- كتب زاوية (يارا) في جريدة الرياض.
- يكتب مقالاً أسبوعياً في جريدة عكاظ.[2]
- في 23 يوليو 2024م عين مستشاراً ثقافياً في الهيئة العامة للترفيه، ونائباً لرئيس جائزة القلم الذهبي للأدب.[4]

## إصدارات
| م | الإصدار                | سنة النشر | ملاحظات                      |
| - | ---------------------- | --------- | ---------------------------- |
| 1 | شارع العطايف           | 2009م     | رواية صدرت عن دار الساقي.    |
| 2 | مذكرات منسية           | 2012م     | صدر عن دار طوى.              |
| 3 | التابوت النبيل         | 2016م     | رواية صدرت عن دار مدارك.     |
| 5 | لا يوجد سوانا في البيت | 2016م     | رواية قصيرة صدرت عن دار طوى. |
| 6 | الدحو                  | 2021م     | رواية صدرت عن دار جداول.     |